# 대한민국 여자 축구 국가대표팀 선수 명단
이 문서는 대한민국 여자 축구 국가대표팀 역대 선수 목록에 관한 문서이다.